# Erebaces
Erebaces är ett släkte av skalbaggar. Erebaces ingår i familjen vivlar.
Kladogram enligt Catalogue of Life:
| Erebaces | \| \| Erebaces angulatus \| \| \| \| \| \| Erebaces ater \| \| \| \| \| \| Erebaces beccarii \| \| \| \| \| \| Erebaces pleuricausta \| \| \| \| |
|          | \| \| Erebaces angulatus \| \| \| \| \| \| Erebaces ater \| \| \| \| \| \| Erebaces beccarii \| \| \| \| \| \| Erebaces pleuricausta \| \| \| \| |
|          | Erebaces angulatus |
|          | |
|          | Erebaces ater |
|          | |
|          | Erebaces beccarii |
|          | |
|          | Erebaces pleuricausta |
|          | |